# Gran Premio motociclistico della FIM 1993
Il Gran Premio motociclistico della FIM 1993 fu il quattordicesimo e ultimo Gran Premio della stagione e si disputò il 26 settembre 1993 sul circuito di Jarama, in Spagna. L'evento fu organizzato in sostituzione del GP del Sudafrica, inizialmente previsto per il 3 ottobre sul circuito di Kyalami.
Nella classe 500 il vincitore fu Alex Barros, al primo successo nel motomondiale, davanti a Daryl Beattie e Kevin Schwantz, campione mondiale della classe. Nella 250 la vittoria andò a Tetsuya Harada, che per 4 punti conquistò il titolo a danno di Loris Capirossi, giunto quinto al traguardo. In 125 Ralf Waldmann ottenne il suo unico successo dell'anno, mentre a laurearsi campione fu Dirk Raudies, ottavo all'arrivo, che concluse la stagione con 14 punti di vantaggio su Kazuto Sakata.
Nello stesso fine settimana si disputò l'ultima prova della stagione dei sidecar, che vide la sesta vittoria su otto gare dell'equipaggio composto dagli svizzeri Rolf Biland e Kurt Waltisperg.

## Classe 500

### Arrivati al traguardo
| Pos | Nº | Pilota             | Squadra               | Motocicletta  | Giri | Tempo     | Griglia | Punti |
| --- | -- | ------------------ | --------------------- | ------------- | ---- | --------- | ------- | ----- |
| 1   | 9  | Alex Barros        | Lucky Strike Suzuki   | Suzuki        | 28   | 44:22.944 | 2       | 25    |
| 2   | 4  | Daryl Beattie      | Rothmans Honda        | Honda         | 28   | +4.736    | 6       | 20    |
| 3   | 34 | Kevin Schwantz     | Lucky Strike Suzuki   | Suzuki        | 28   | +17.578   | 3       | 16    |
| 4   | 8  | Àlex Crivillé      | Marlboro Honda Pons   | Honda         | 28   | +22.816   | 9       | 13    |
| 5   | 5  | Doug Chandler      | Cagiva Team Agostini  | Cagiva        | 28   | +58.410   | 8       | 11    |
| 6   | 12 | Mat Mladin         | Cagiva Team Agostini  | Cagiva        | 28   | +1:10.298 | 13      | 10    |
| 7   | 18 | Bernard Garcia     | Yamaha Motor France   | Yamaha        | 28   | +1:10.734 | 20      | 9     |
| 8   | 11 | Niall Mackenzie    | Team Valvoline        | ROC Yamaha    | 28   | +1:16.272 | 7       | 8     |
| 9   | 28 | John Reynolds      | Padgett’s Motorcycles | Harris Yamaha | 28   | +1:20.278 | 11      | 7     |
| 10  | 32 | José Kuhn          | Team ROC              | Yamaha        | 28   | +1:23.009 | 18      | 6     |
| 11  | 20 | Jeremy McWilliams  | Team Millar           | Yamaha        | 28   | +1:31.922 | 21      | 5     |
| 12  | 42 | Andrew Stroud      | Shell Team Harris     | Harris Yamaha | 28   | +1:32.444 | 17      | 4     |
| 13  | 22 | Kevin Mitchell     | M.B.M. Racing         | Harris Yamaha | 27   | +1 giro   | 19      | 3     |
| 14  | 29 | Sean Emmett        | Shell Team Harris     | Harris Yamaha | 27   | +1 giro   | 27      | 2     |
| 15  | 36 | Lucio Pedercini    | Team Pedercini        | ROC Yamaha    | 27   | +1 giro   | 15      | 1     |
| 16  | 51 | Jean-Marc Delétang | Argus Racing          | Yamaha        | 27   | +1 giro   | 26      |       |
| 17  | 31 | Bruno Bonhuil      | M.T.D. Objectif 500   | ROC Yamaha    | 27   | +1 giro   | 24      |       |
| 18  | 43 | David Jefferies    | Peter Graves Racing   | Harris Yamaha | 27   | +1 giro   | 25      |       |
| 19  | 25 | Thierry Crine      | Ville de Paris        | ROC Yamaha    | 27   | +1 giro   | 23      |       |
| 20  | 76 | Dario Marchetti    | G.O.J. Motor          | Harris Yamaha | 26   | +2 giri   | 31      |       |
| 21  | 24 | Cees Doorakkers    | Doorakkers Racing     | Harris Yamaha | 26   | +2 giri   | 28      |       |

### Ritirati
| Nº | Pilota           | Squadra                     | Motocicletta  | Giri | Griglia |
| -- | ---------------- | --------------------------- | ------------- | ---- | ------- |
| 30 | Juan López Mella | López Mella Racing          | ROC Yamaha    | 24   | 10      |
| 3  | John Kocinski    | Cagiva Team Agostini        | Cagiva        | 21   | 1       |
| 6  | Shin'ichi Itō    | HRC Rothmans Honda          | Honda         | 20   | 4       |
| 7  | Luca Cadalora    | Marlboro Team Roberts       | Yamaha        | 17   | 5       |
| 16 | Michael Rudroff  | Rallye-Sport                | Harris Yamaha | 17   | 12      |
| 27 | Renzo Colleoni   | Team Elit                   | ROC Yamaha    | 15   | 16      |
| 33 | Andreas Meklau   | ARC-Austrian Racing Company | ROC Yamaha    | 14   | 30      |
| 69 | James Haydon     | Team Great Britian          | ROC Yamaha    | 7    | 22      |
| 15 | Tsutomu Udagawa  | Team Udagawa                | ROC Yamaha    | 7    | 14      |
| 23 | Serge David      | Team ROC                    | ROC Yamaha    | 4    | 29      |

## Classe 250

### Arrivati al traguardo
| Pos | Nº | Pilota                    | Motocicletta | Giri | Tempo     | Griglia | Punti |
| --- | -- | ------------------------- | ------------ | ---- | --------- | ------- | ----- |
| 1   | 31 | Tetsuya Harada            | Yamaha       | 27   | 43:12.677 | 5       | 25    |
| 2   | 13 | Loris Reggiani            | Aprilia      | 27   | +1.217    | 4       | 20    |
| 3   | 5  | Max Biaggi                | Honda        | 27   | +6.791    | 9       | 16    |
| 4   | 6  | Alberto Puig              | Honda        | 27   | +12.729   | 10      | 13    |
| 5   | 65 | Loris Capirossi           | Honda        | 27   | +13.447   | 1       | 11    |
| 6   | 10 | Doriano Romboni           | Honda        | 27   | +13.631   | 3       | 10    |
| 7   | 24 | Patrick van den Goorbergh | Aprilia      | 27   | +46.110   | 12      | 9     |
| 8   | 3  | Pierfrancesco Chili       | Yamaha       | 27   | +51.251   | 8       | 8     |
| 9   | 38 | Carlos Checa              | Honda        | 27   | +55.357   | 14      | 7     |
| 10  | 20 | Eskil Suter               | Aprilia      | 27   | +58.037   | 21      | 6     |
| 11  | 7  | Jochen Schmid             | Yamaha       | 27   | +58.307   | 17      | 5     |
| 12  | 44 | Jean-Michel Bayle         | Aprilia      | 27   | +58.547   | 24      | 4     |
| 13  | 16 | Andreas Preining          | Aprilia      | 27   | +59.221   | 20      | 3     |
| 14  | 11 | Wilco Zeelenberg          | Aprilia      | 27   | +1:00.547 | 23      | 2     |
| 15  | 28 | Adrian Bosshard           | Honda        | 27   | +1:03.303 | 15      | 1     |
| 16  | 22 | Luis Maurel               | Aprilia      | 27   | +1:21.021 | 28      |       |
| 17  | 54 | Miguel Castilla           | Yamaha       | 27   | +1:21.425 | 22      |       |
| 18  | 26 | Bernd Kassner             | Aprilia      | 27   | +1:23.101 | 27      |       |
| 19  | 27 | Frédéric Protat           | Aprilia      | 26   | +1 giro   | 25      |       |
| 20  | 32 | Volker Bähr               | Honda        | 26   | +1 giro   | 30      |       |
| 21  | 43 | Massimo Pennacchioli      | Honda        | 26   | +1 giro   | 29      |       |
| 22  | 51 | Jean Pierre Jeandat       | Aprilia      | 26   | +1 giro   | 32      |       |

### Ritirati
| Nº | Pilota                   | Motocicletta | Giri | Griglia |
| -- | ------------------------ | ------------ | ---- | ------- |
| 17 | Jean-Philippe Ruggia     | Aprilia      | 19   | 2       |
| 14 | Nobuatsu Aoki            | Honda        | 19   | 11      |
| 30 | Juan Bautista Borja      | Honda        | 19   | 13      |
| 77 | Sete Gibernau            | Yamaha       | 15   | 19      |
| 37 | Simon Crafar             | Suzuki       | 13   | 18      |
| 23 | Bernard Haenggeli        | Aprilia      | 11   | 26      |
| 36 | Pere Riba                | Honda        | 8    | 16      |
| 25 | Jurgen van den Goorbergh | Aprilia      | 2    | 31      |
| 4  | Helmut Bradl             | Honda        | 2    | 7       |
| 18 | Tadayuki Okada           | Honda        | 1    | 6       |

## Classe 125

### Arrivati al traguardo
| Pos | Nº | Pilota             | Motocicletta | Giri | Tempo     | Griglia | Punti |
| --- | -- | ------------------ | ------------ | ---- | --------- | ------- | ----- |
| 1   | 3  | Ralf Waldmann      | Aprilia      | 26   | 44:12.494 | 2       | 25    |
| 2   | 36 | Takeshi Tsujimura  | Honda        | 26   | +2.642    | 5       | 20    |
| 3   | 8  | Kazuto Sakata      | Honda        | 26   | +4.824    | 8       | 16    |
| 4   | 2  | Fausto Gresini     | Honda        | 26   | +4.926    | 7       | 13    |
| 5   | 33 | Stefan Prein       | Honda        | 26   | +5.129    | 9       | 11    |
| 6   | 7  | Noboru Ueda        | Honda        | 26   | +5.209    | 3       | 10    |
| 7   | 6  | Jorge Martínez     | Honda        | 26   | +7.932    | 6       | 9     |
| 8   | 5  | Dirk Raudies       | Honda        | 26   | +8.658    | 1       | 8     |
| 9   | 15 | Oliver Petrucciani | Aprilia      | 26   | +22.746   | 4       | 7     |
| 10  | 31 | Garry McCoy        | Aprilia      | 26   | +24.316   | 15      | 6     |
| 11  | 14 | Oliver Koch        | Honda        | 26   | +26.871   | 20      | 5     |
| 12  | 4  | Bruno Casanova     | Aprilia      | 26   | +27.640   | 22      | 4     |
| 13  | 24 | Haruchika Aoki     | Honda        | 26   | +29.637   | 21      | 3     |
| 14  | 16 | Ezio Gianola       | Honda        | 26   | +35.664   | 13      | 2     |
| 15  | 9  | Carlos Giró        | Aprilia      | 26   | +38.352   | 10      | 1     |
| 16  | 19 | Kin'ya Wada        | Honda        | 26   | +53.750   | 14      |       |
| 17  | 28 | Luigi Ancona       | Honda        | 26   | +53.814   | 12      |       |
| 18  | 21 | Stefan Kurfiss     | Aprilia      | 26   | +54.692   | 19      |       |
| 19  | 10 | Hans Spaan         | Honda        | 26   | +59.105   | 28      |       |
| 20  | 42 | Shin'ya Satō       | Honda        | 26   | +1:10.569 | 25      |       |
| 21  | 64 | Josep Sardá        | Honda        | 26   | +1:14.144 | 30      |       |
| 22  | 20 | Manfred Baumann    | Honda        | 26   | +1:17.450 | 27      |       |
| 23  | 29 | Arie Molenaar      | Honda        | 26   | +1:25.742 | 33      |       |
| 24  | 41 | Luis Álvaro        | Honda        | 25   | +1 giro   | 24      |       |
| 25  | 30 | Giovanni Palmieri  | Aprilia      | 25   | +1 giro   | 34      |       |
| 26  | 67 | Daniela Tognoli    | Honda        | 25   | +1 giro   | 35      |       |

### Ritirati
| Nº | Pilota            | Motocicletta | Giri | Griglia |
| -- | ----------------- | ------------ | ---- | ------- |
| 12 | Herri Torrontegui | Aprilia      | 17   | 11      |
| 44 | Nicolas Dussauge  | Honda        | 16   | 17      |
| 11 | Peter Öttl        | Aprilia      | 12   | 16      |
| 43 | Manuel Hernández  | Aprilia      | 12   | 31      |
| 37 | Manfred Geissler  | Aprilia      | 10   | 23      |
| 27 | Julián Miralles   | Honda        | 10   | 26      |
| 54 | José Luis Rabadán | Aprilia      | 8    | 32      |
| 65 | Gabriele Debbia   | Honda        | 8    | 26      |
| 25 | Neil Hodgson      | Honda        | 0    | 18      |

## Classe sidecar
Nell'ultima gara stagionale vincono ancora Rolf Biland-Kurt Waltisperg, già da tempo matematicamente campioni. Salgono sul podio alle loro spalle Steve Webster-Gavin Simmons e Paul Güdel-Charly Güdel. La graduatoria finale è la seguente: Biland 190 punti, Webster 119, Klaffenböck 106, Güdel e Derek Brindley 99 (a parità di vittorie e di secondi posti Güdel viene classificato quarto per il maggior numero di terzi posti).

### Arrivati al traguardo
| Pos | Pilota             | Passeggero              | Sidecar     | Giri | Tempo     | Punti |
| --- | ------------------ | ----------------------- | ----------- | ---- | --------- | ----- |
| 1   | Rolf Biland        | Kurt Waltisperg         | LCR-Krauser | 26   | 42.39.380 | 25    |
| 2   | Steve Webster      | Gavin Simmons           | LCR-ADM     | 26   | +2.364    | 20    |
| 3   | Paul Güdel         | Charly Güdel            | LCR-Krauser | 26   | +11.006   | 16    |
| 4   | Steve Abbott       | Julian Tailford         | Windle-ADM  | 26   | +26.837   | 13    |
| 5   | Ralph Bohnhorst    | Peter Brown             | LCR-ADM     | 26   | +33.125   | 11    |
| 6   | Klaus Klaffenböck  | Christian Parzer        | LCR-ADM     | 26   | +33.244   | 10    |
| 7   | Darren Dixon       | Andy Hetherington       | LCR-Krauser |      |           | 9     |
| 8   | Yoshisada Kumagaya | Brian Houghton          | LCR-Krauser |      |           | 8     |
| 9   | Derek Brindley     | Paul Hutchinson         | LCR-ADM     |      |           | 7     |
| 10  | Markus Bösiger     | Jürg Egli               | LCR-ADM     |      |           | 6     |
| 11  | Barry Brindley     | Scott Whiteside         | LCR-Krauser |      |           | 5     |
| 12  | Tony Wyssen        | Kilian Wyssen           | LCR-ADM     |      |           | 4     |
| 13  | Reiner Koster      | Oscar Combi             | LCR-ADM     |      |           | 3     |
| 14  | Benny Janssen      | Frans Geurts van Kessel | LCR-Krauser |      |           | 2     |